# 세베리노 레이하
세베리노 레이하 바스케스(스페인어: Severino Reija Vázquez, 1938년 11월 25일, 갈리시아 지방 루고 ~)는 스페인의 전 축구 선수로, 현역 시절 수비수로 활약하였다.
그는 스페인 국가대표팀 일원으로 1962년 FIFA 월드컵, 1964년 유러피언 네이션스컵, 그리고 1966년 FIFA 월드컵에 참가하였다.

## 수상

### 클럽
사라고사
- 인터시티스 페어스컵: 1963–64
- 코파 델 헤네랄리시모: 1963–64, 1965–66

### 국가대표팀
스페인
- 유러피언 네이션스컵: 1964